# Finska mästerskapet i bandy 1947
Finska mästerskapet i bandy 1947 spelades av 20 lag indelade i fyra gurpper. För första gången spelades en match mellan segrarna i de tävlingar som Finlands Bollförbund och Arbetarnas Idrottsförbund i Finland anordnat.

## Finlands Bollförbund, Mästerskapsserien

### Södergrupp 1
| Lag                    | Spelade | Vinster | Oavgjorda | Förluster | Målskillnad | Poäng | I-Kiss. | Hukat | HJK | KIF  | PIF |
| ---------------------- | ------- | ------- | --------- | --------- | ----------- | ----- | ------- | ----- | --- | ---- | --- |
| Tampereen Ilves-Kissat | 4       | 4       | 0         | 0         | 23-6        | 8     |         | 1-0   | 3-1 | 10-4 | 9-1 |
| Hukat                  | 4       | 3       | 0         | 1         | 20-5        | 6     |         |       | 4-0 | 9-2  | 7-2 |
| HJK                    | 4       | 1       | 1         | 2         | 6-9         | 3     |         |       |     | 2-2  | 3-0 |
| Kronohagens IF         | 4       | 1       | 1         | 2         | 13-25       | 3     |         |       |     |      | 5-4 |
| Pargas IF              | 4       | 0       | 0         | 4         | 7-24        | 0     |         |       |     |      |     |

### Södergrupp 2
| Lag                     | Spelade | Vinster | Oavgjorda | Förluster | Målskillnad | Poäng | HIFK | YVPS | Sudet | HPS  | HPK  |
| ----------------------- | ------- | ------- | --------- | --------- | ----------- | ----- | ---- | ---- | ----- | ---- | ---- |
| IFK Helsingfors         | 4       | 3       | 1         | 0         | 40-11       | 7     |      | 3-2  | 4-4   | 11-2 | 22-3 |
| Ylä-Vuoksen Palloseura  | 4       | 3       | 0         | 1         | 14-7        | 6     |      |      | 1-0   | 4-2  | 7-2  |
| Viipurin Sudet          | 4       | 2       | 1         | 1         | 15-9        | 5     |      |      |       | 5-1  | 6-3  |
| Helsingin Palloseura    | 4       | 1       | 0         | 3         | 10-23       | 2     |      |      |       |      | 5-3  |
| Hämeenlinnan Pallokerho | 4       | 0       | 0         | 4         | 11-40       | 0     |      |      |       |      |      |

### Östra gruppen
| Lag                          | Spelade | Vinster | Oavgjorda | Förluster | Målskillnad | Poäng | WP35 | JoPS | LUM | MP   | KPT |
| ---------------------------- | ------- | ------- | --------- | --------- | ----------- | ----- | ---- | ---- | --- | ---- | --- |
| Warkauden Pallo -35          | 4       | 4       | 0         | 0         | 23-1        | 8     |      | 2-0  | 5-0 | 11-1 | 5-0 |
| Joensuun Palloseura          | 4       | 2       | 1         | 1         | 10-6        | 5     |      |      | 2-2 | 3-1  | 5-1 |
| Lappeenrannan Urheilu-Miehet | 4       | 2       | 1         | 1         | 13-14       | 5     |      |      |     | 8-6  | 3-1 |
| Mikkelin Palloilijat         | 4       | 1       | 0         | 3         | 9-22        | 2     |      |      |     |      | 1-0 |
| Kuopion Pallo-Toverit        | 4       | 0       | 0         | 4         | 2-14        | 0     |      |      |     |      |     |

### Norra gruppen
| Lag                 | Spelade | Vinster | Oavgjorda | Förluster | Målskillnad | Poäng | OPS | VIFK | OLS | Kärpät | VPV |
| ------------------- | ------- | ------- | --------- | --------- | ----------- | ----- | --- | ---- | --- | ------ | --- |
| OPS                 | 4       | 3       | 0         | 1         | 16-5        | 6     |     | 2-3  | 1-0 | 7-1    | 6-1 |
| IFK Vasa            | 4       | 3       | 0         | 1         | 9-7         | 6     |     |      | 0-1 | 4-3    | 2-1 |
| OLS                 | 4       | 2       | 1         | 1         | 7-6         | 5     |     |      |     | 3-3    | 3-2 |
| Porin Kärpät        | 4       | 0       | 2         | 2         | 9-16        | 2     |     |      |     |        | 2-2 |
| Vaasan Pallo-Veikot | 4       | 0       | 1         | 3         | 6-13        | 1     |     |      |     |        |     |

## Slutspel

### Semifinaler
| Lag 1               | Resultat | Lag 2                  |
| ------------------- | -------- | ---------------------- |
| Warkauden Pallo -35 | 1–0      | Tampereen Ilves-Kissat |
| OPS                 | 5–2      | IFK Helsingfors        |

### Match om tredje pris
| Lag 1                  | Resultat | Lag 2           |
| ---------------------- | -------- | --------------- |
| Tampereen Ilves-Kissat | 0–1      | IFK Helsingfors |

### Final
| Lag 1               | Resultat | Lag 2 |
| ------------------- | -------- | ----- |
| Warkauden Pallo -35 | 5–1      | OPS   |

## Slutställning
| Placering | Lag                    |
| --------- | ---------------------- |
| 1.        | Warkauden Pallo -35    |
| 2.        | OPS                    |
| 3.        | IFK Helsingfors        |
| 4.        | Tampereen Ilves-Kissat |

## AIF-final
| Lag 1               | Resultat | Lag 2         |
| ------------------- | -------- | ------------- |
| Porin Pallo-Toverit | 3–0      | Turun Pyrkivä |

## Match mellan förbundsmästarna (FBF-AIF)
| Lag 1               | Resultat | Lag 2               |
| ------------------- | -------- | ------------------- |
| Warkauden Pallo -35 | 9–0      | Porin Pallo-Toverit |